# Tamara Tichonovová
Tamara Ivanovna Tichonovová (rusky: Тамара Ивановна Тихонова), provdaná Volkovová (* 13. června 1964, Kovaljovo, Udmurtská ASSR, Sovětský svaz) je bývalá sovětská a ruská běžkyně na lyžích a biatlonistka. Jako reprezentantka Sovětského svazu vybojovala na ZOH 1988 v Calgary dvě zlaté medaile, v závodě na 20 km volně a se štafetou. K tomu ještě přidala stříbro ze závodu na 5 km klasicky.
Z Mistrovství světa v klasickém lyžování má dvě zlaté, stříbrnou a dvě bronzové medaile. V celkovém hodnocení Světového poháru v běhu na lyžích skončila nejlépe třetí, v sezóně 1988/89.
Biatlonu se věnovala krátce a nedosáhla výraznějších úspěchů. Ve Světovém poháru v biatlonu skončila v individuálních závodech nejlépe na 9. místě, se štafetou pak na 2. místě.

## Kariéra
Ve Světovém poháru v běhu na lyžích debutovala jako devatenáctiletá v sezóné 1983/84, když v Murmansku skočila 24. března 1984 v závodě na 20 km na 20. místě. V této době dominovaly na světové scéně skandinávské lyžařky, z reprezentantek SSSR jim byla schopna konkurovat pouze Raisa Smetaninová. Ale po Tichonovové v následující sezóně debutovaly další mladé talentované sovětské lyžařky, a Sovětský svaz (a později Rusko) začalo hrát v ženském běhu na lyžích zásadní roli.
V sezóně 1984/85 se pravidelně účastnila Světového poháru, třikrát skončila v první desítce. V celkovém hodnocení obsadila 15. místo. Největším úspěchem sezóny byla ovšem zlatá medaile z MS 1985 v rakouském Seefeldu, kterou vybojovala jako členka vítězné sovětské štafety.
Sezóna 1985/86 nebyla příliš vydařená. Nejlepšími výsledky ve Světovém poháru byly 10. a 11. místo ze severoamerických závodů. V celkovém hodnocení obsadila 23. místo.
Sezónu 1986/87 vypustila, zúčastnila se pouze zimní univerziády na Štrbském Plese, kde vybojovala zlato v závodě na 5 km a stříbro se štafetou.
Olympijská sezóna 1987/88 ji zastihla ve vynikající formě. Dne 16. prosince 1987 vybojovala v závodě na 10 km volně v jugoslávské Bohinji své první individuální vítězství ve Světovém poháru. Zimní olympijské hry 1988 v Calgary pak byly vrcholem její lyžařské kariéry. Vybojovala zde dvě zlaté medaile, v závodě na 20 km volně a se štafetou, a k tomu ještě přidala stříbro ze závodu na 5 km klasicky. Ve zbylém závodě, běhu na 10 km klasicky, obsadila 5. místo. V celkovém hodnocení Světového poháru (kam se výsledky olympijských závodů započítávaly) skončila na 4. místě.
V sezóně 1988/89 navázala na úspěchy z předchozí sezóny. Ve Světovém poháru tehdy poprvé zazářila nová vycházející hvězda běžeckého lyžování, Jelena Vjalbeová, která ve dvaceti letech vybojovala první ze svých pěti Velkých křišťálových glóbů. Tichonovová však skončila v celkovém pořadí na 3. místě, což je její kariérní maximum. V individuálních závodech skončila 3× druhá, z toho 2× právě za Vjalbeovou. Na MS 1989 ve finském Lahti vybojovala bronz v závodě na 10 km volně a stříbro se štafetou.
V sezóně 1989/90 zůstává v desítce nejlepších běžkyň světa. Sovětská ženská reprezentace v té době vládla světu, konkurence zde byla mimořádně vysoká – do nejlepší desítky celkového pořadí Světového poháru se v této sezóně dostalo celkem 5 sovětských závodnic. Tichonovová sice v žádném individuálním závodě nepronikla na stupně vítězů, vyrovnané výkony jí však zajistily celkové 7. místo.
Sedmé místo v celkovém hodnocení světového poháru obsadila i v sezóně 1990/91. V individuálních závodech obsadila jednou druhé a jednou třetí místo. Na MS 1991 v italském Val di Fiemme vybojovala bronz v závodě na 10 km volně a zlato se štafetou.
Sezóna 1991/92 byla pro Tichonovovou poslední v běžeckém lyžování. V olympijské sezóně byly její výkony neuspokojivé, ve Světovém poháru pouze jednou pronikla do první desítky. Zimních olympijských her 1992 v Albertville se nezúčastnila. V celkovém hodnocení Světového poháru obsadila 26. místo. Po sezóně přijala nabídku přejít k biatlonu.
Ve Světovém poháru v biatlonu debutovala 16. ledna 1993 v německém Oberhofu, kde ve sprintu obsadila 17. místo. Další neděli v italské Anterselvě vybojovala ve sprintu deváté místo, což je nejlepší individuální výsledek její krátké biatlonové kariéry. V norském Lillehammeru pomohla štafetě ke 2. místu. Na MS 1993 v bulharském Borovci nastoupila pouze do sprintu, kde skončila až na 59. místě.
Po skončení sezóny 1992/93 se rozhodla ukončit kariéru.

## Osobní život
Vychovávali jí otec a macecha, v rodině bylo celkem 8 sourozenců. Matka Tichonovové zemřela při porodu jednoho z dětí.
V letech 1991–1998 byl jejím manželem biatlonista Alexandr Volkov.
Vystudovala Fakultu tělesné výchovy na Udmurtské státní univerzitě. Po roce 2000 byla trenérkou mládežnické reprezentace Udmurtska v běhu na lyžích. Od roku 2016 je předsedkyní lyžařského svazu Udmurtské republiky.